# یوشیکازو یاسوهیکو
یوشیکازو یاسوهیکو (انگلیسی: Yoshikazu Yasuhiko؛ زادهٔ ۹ دسامبر ۱۹۴۷) فیلم‌نامه‌نویس، رمان‌نویس، تصویرگر، پویانما، مانگاکا، و کارگردان فیلم اهل ژاپن است. وی از سال ۱۹۷۰ میلادی تاکنون مشغول فعالیت بوده‌است.
همچنین برندهٔ جوایزی همچون جایزه آکادمی فیلم ژاپن شده‌است.